# Nepenthes boschiana
Nepenthes boschiana este o specie de plante carnivore din genul Nepenthes, familia Nepenthaceae, ordinul Caryophyllales, descrisă de Pieter Willem Korthals. Conform Catalogue of Life specia Nepenthes boschiana nu are subspecii cunoscute.

## Galerie de imagini

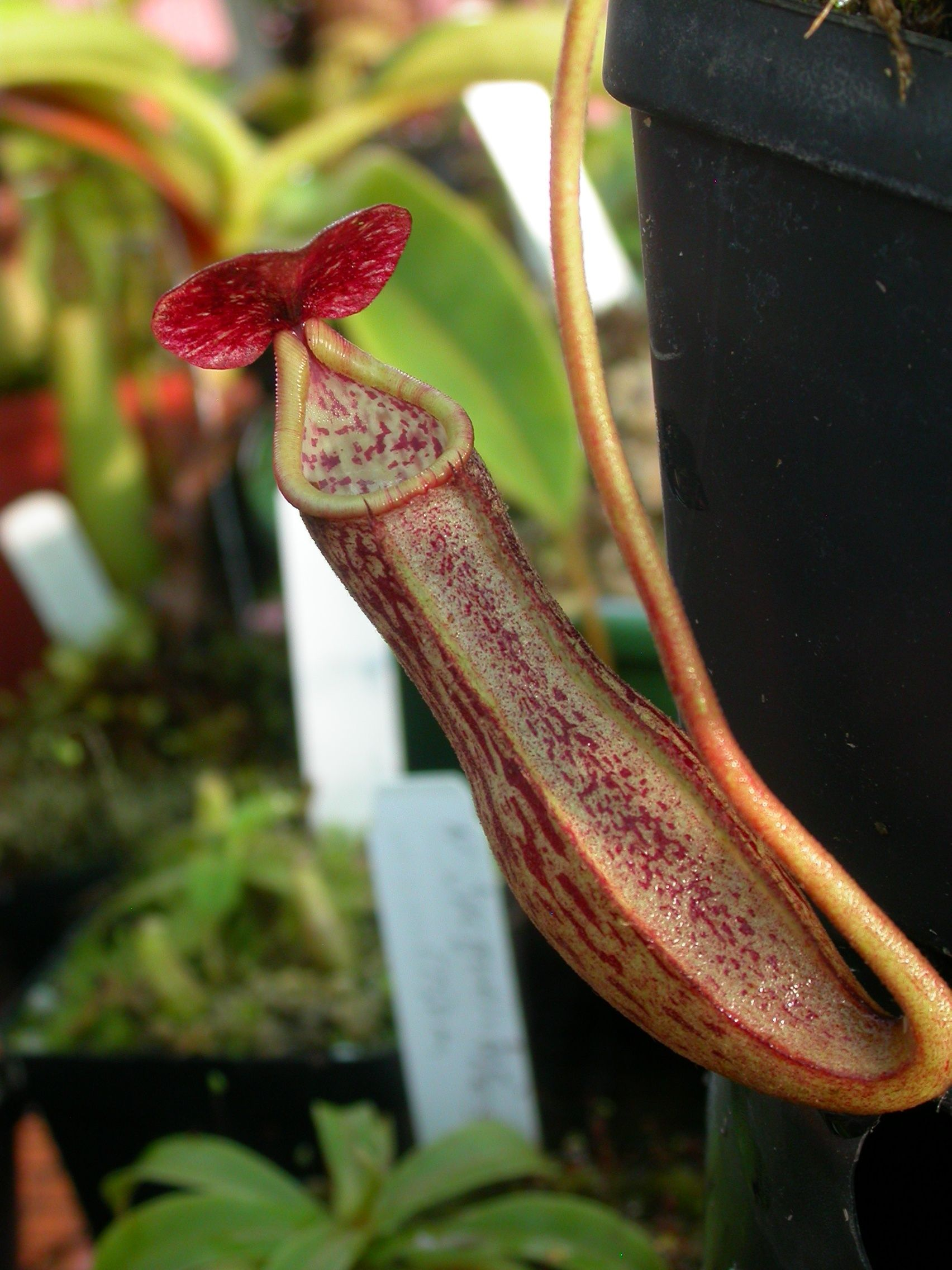
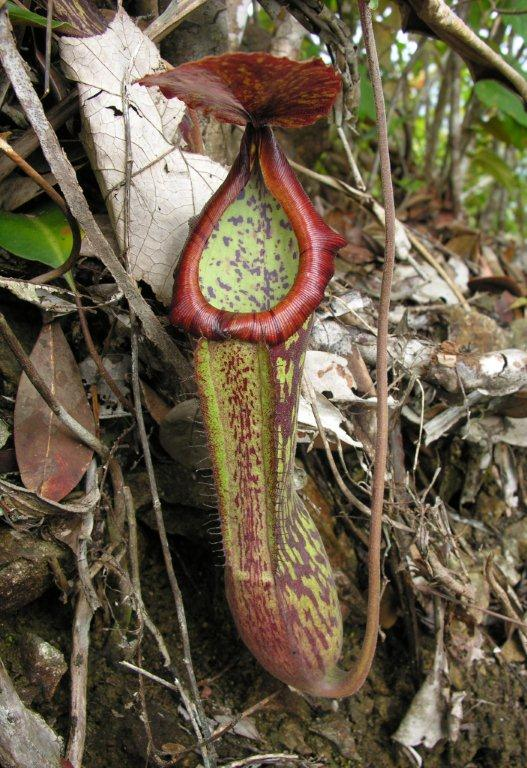
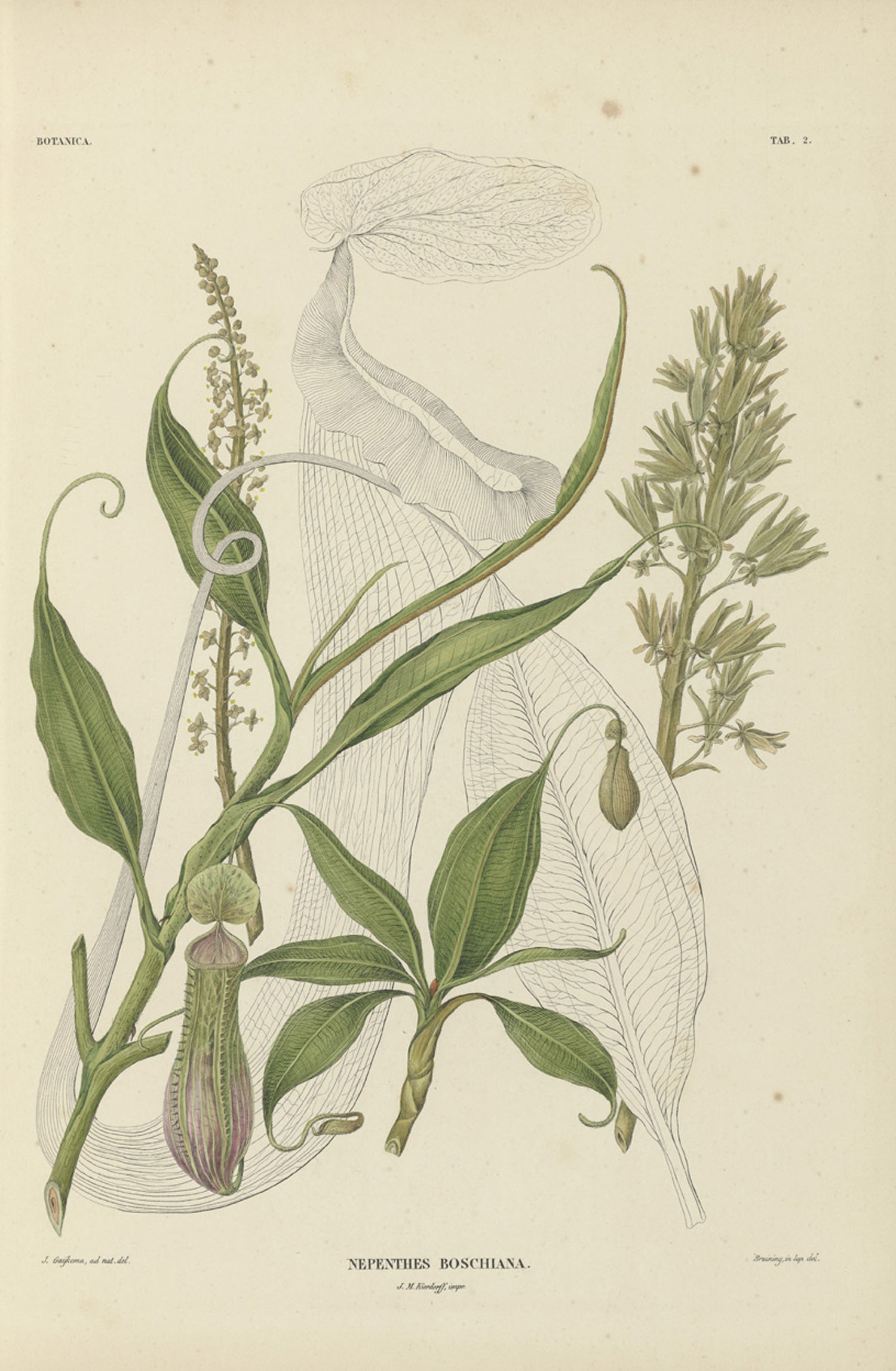
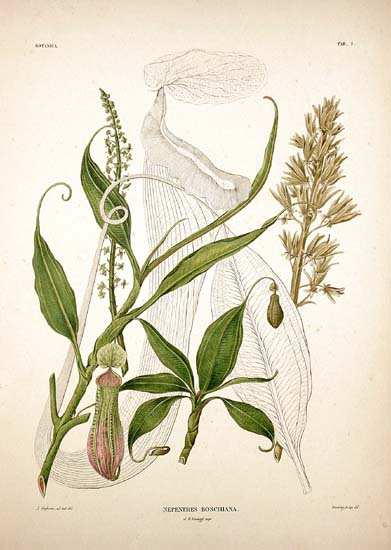
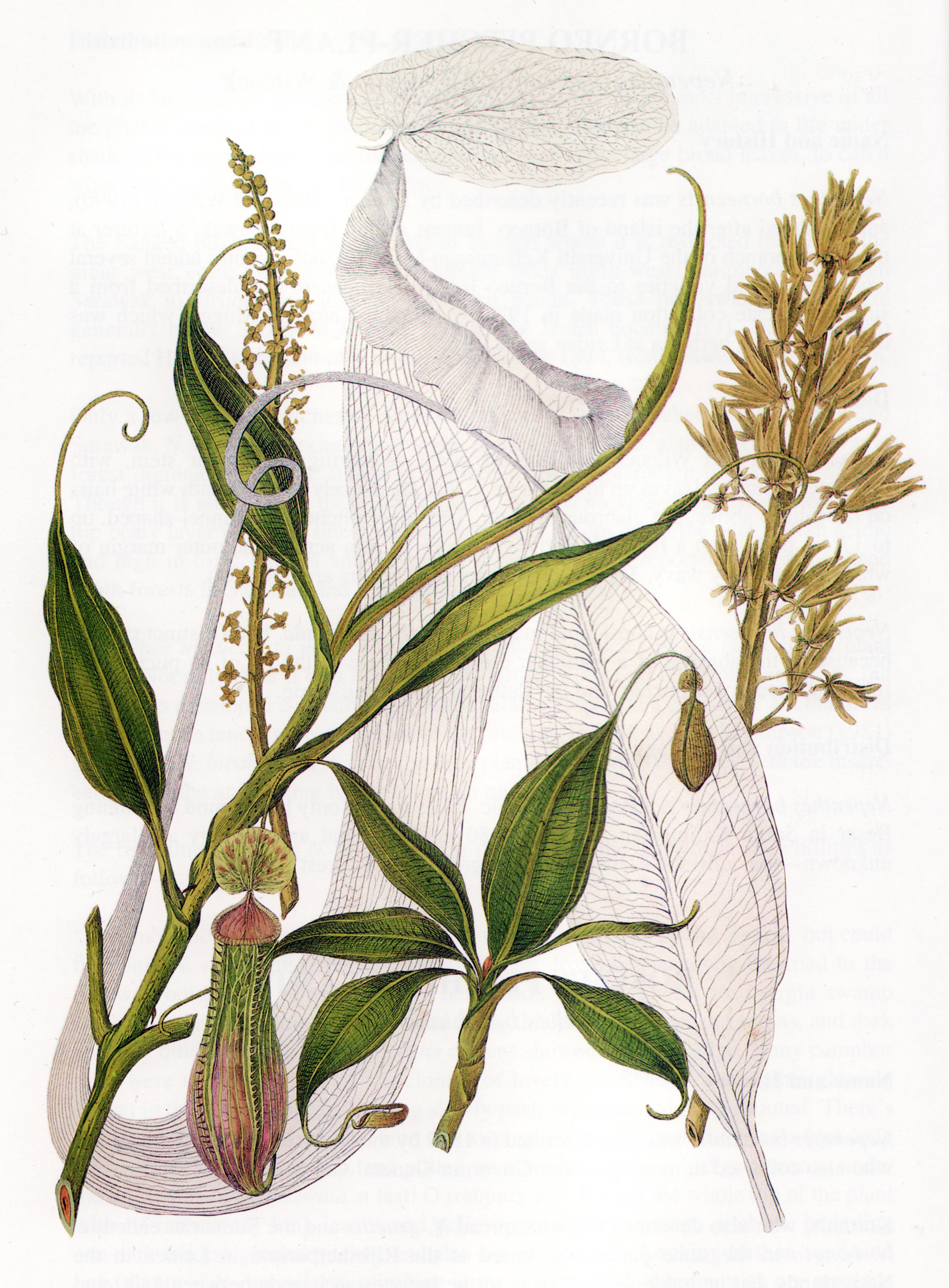